# 沼田町
沼田町（ぬまたちょう）は、北海道空知管内北部にある町。雨竜郡に属する。

## 地理
空知地方北部、雨竜川の北岸に位置する。町南部は平野で、三方は山に囲まれる。
- 河川：雨竜川、幌新太刀別川
- 湖沼：ポロピリ湖

### 隣接している自治体
- 空知総合振興局管内
  - 深川市
  - 雨竜郡：秩父別町、北竜町
- 留萌振興局管内
  - 留萌市
  - 留萌郡：小平町

### 人口
| |                                        |  |
| 沼田町と全国の年齢別人口分布（2005年） | 沼田町の年齢・男女別人口分布（2005年） |  |
| ■紫色 ― 沼田町 ■緑色 ― 日本全国 | ■青色 ― 男性 ■赤色 ― 女性              |  |
| 沼田町（に相当する地域）の人口の推移 \| 1970年（昭和45年） \| 8,177人 \| \| \| 1975年（昭和50年） \| 7,016人 \| \| \| 1980年（昭和55年） \| 6,207人 \| \| \| 1985年（昭和60年） \| 5,640人 \| \| \| 1990年（平成2年） \| 5,206人 \| \| \| 1995年（平成7年） \| 4,745人 \| \| \| 2000年（平成12年） \| 4,373人 \| \| \| 2005年（平成17年） \| 4,041人 \| \| \| 2010年（平成22年） \| 3,612人 \| \| \| 2015年（平成27年） \| 3,181人 \| \| \| 2020年（令和2年） \| 2,909人 \| \| |                                        |  |
| 総務省統計局 国勢調査より |                                        |  |
| 1970年（昭和45年） | 8,177人                                |  |
| 1975年（昭和50年） | 7,016人                                |  |
| 1980年（昭和55年） | 6,207人                                |  |
| 1985年（昭和60年） | 5,640人                                |  |
| 1990年（平成2年） | 5,206人                                |  |
| 1995年（平成7年） | 4,745人                                |  |
| 2000年（平成12年） | 4,373人                                |  |
| 2005年（平成17年） | 4,041人                                |  |
| 2010年（平成22年） | 3,612人                                |  |
| 2015年（平成27年） | 3,181人                                |  |
| 2020年（令和2年） | 2,909人                                |  |

### 消滅集落
2015年国勢調査によれば、以下の集落は調査時点で人口0人の消滅集落となっている。
- 沼田町 - 字浅野,無番地

### 気候
| 石狩沼田（1991年 - 2020年）の気候  | 石狩沼田（1991年 - 2020年）の気候 | 石狩沼田（1991年 - 2020年）の気候 | 石狩沼田（1991年 - 2020年）の気候 | 石狩沼田（1991年 - 2020年）の気候 | 石狩沼田（1991年 - 2020年）の気候 | 石狩沼田（1991年 - 2020年）の気候 | 石狩沼田（1991年 - 2020年）の気候 | 石狩沼田（1991年 - 2020年）の気候 | 石狩沼田（1991年 - 2020年）の気候 | 石狩沼田（1991年 - 2020年）の気候 | 石狩沼田（1991年 - 2020年）の気候 | 石狩沼田（1991年 - 2020年）の気候 | 石狩沼田（1991年 - 2020年）の気候 |
| 月                                 | 1月                               | 2月                               | 3月                               | 4月                               | 5月                               | 6月                               | 7月                               | 8月                               | 9月                               | 10月                              | 11月                              | 12月                              | 年                                |
| ---------------------------------- | --------------------------------- | --------------------------------- | --------------------------------- | --------------------------------- | --------------------------------- | --------------------------------- | --------------------------------- | --------------------------------- | --------------------------------- | --------------------------------- | --------------------------------- | --------------------------------- | --------------------------------- |
| 最高気温記録 °C （°F）             | 5.1 (41.2)                        | 10.9 (51.6)                       | 12.3 (54.1)                       | 27.0 (80.6)                       | 32.5 (90.5)                       | 35.3 (95.5)                       | 36.5 (97.7)                       | 36.9 (98.4)                       | 31.5 (88.7)                       | 27.2 (81)                         | 19.4 (66.9)                       | 11.0 (51.8)                       | 36.9 (98.4)                       |
| 平均最高気温 °C （°F）             | −3.4 (25.9)                       | −2.2 (28)                         | 2.1 (35.8)                        | 9.3 (48.7)                        | 17.5 (63.5)                       | 22.1 (71.8)                       | 25.5 (77.9)                       | 26.1 (79)                         | 22.0 (71.6)                       | 14.8 (58.6)                       | 5.9 (42.6)                        | −1.2 (29.8)                       | 11.5 (52.7)                       |
| 日平均気温 °C （°F）               | −7.4 (18.7)                       | −6.7 (19.9)                       | −2.3 (27.9)                       | 4.1 (39.4)                        | 11.2 (52.2)                       | 16.0 (60.8)                       | 19.9 (67.8)                       | 20.5 (68.9)                       | 15.9 (60.6)                       | 9.1 (48.4)                        | 2.0 (35.6)                        | −4.5 (23.9)                       | 6.5 (43.7)                        |
| 平均最低気温 °C （°F）             | −12.6 (9.3)                       | −12.6 (9.3)                       | −7.6 (18.3)                       | −1.2 (29.8)                       | 5.5 (41.9)                        | 11.3 (52.3)                       | 15.7 (60.3)                       | 16.1 (61)                         | 10.6 (51.1)                       | 3.9 (39)                          | −1.8 (28.8)                       | −8.6 (16.5)                       | 1.6 (34.9)                        |
| 最低気温記録 °C （°F）             | −29.3 (−20.7)                     | −29.7 (−21.5)                     | −26.8 (−16.2)                     | −14.8 (5.4)                       | −3.4 (25.9)                       | 1.5 (34.7)                        | 5.7 (42.3)                        | 5.7 (42.3)                        | 0.2 (32.4)                        | −5.8 (21.6)                       | −17.3 (0.9)                       | −29.1 (−20.4)                     | −29.7 (−21.5)                     |
| 降水量 mm （inch）                 | 116.9 (4.602)                     | 82.5 (3.248)                      | 65.6 (2.583)                      | 49.9 (1.965)                      | 70.8 (2.787)                      | 64.4 (2.535)                      | 130.5 (5.138)                     | 134.3 (5.287)                     | 146.3 (5.76)                      | 130.6 (5.142)                     | 142.0 (5.591)                     | 146.4 (5.764)                     | 1,280.3 (50.406)                  |
| 平均降水日数 （≥1.0 mm）           | 21.6                              | 18.0                              | 15.7                              | 11.2                              | 10.9                              | 9.3                               | 10.2                              | 11.1                              | 13.6                              | 16.6                              | 20.9                              | 23.8                              | 182.9                             |
| 平均月間日照時間                   | 44.2                              | 66.7                              | 113.8                             | 158.4                             | 195.0                             | 160.2                             | 153.7                             | 156.3                             | 151.9                             | 119.4                             | 57.2                              | 31.9                              | 1,408.5                           |
| 出典1：Japan Meteorological Agency |                                   |                                   |                                   |                                   |                                   |                                   |                                   |                                   |                                   |                                   |                                   |                                   |                                   |
| 出典2：気象庁                      |                                   |                                   |                                   |                                   |                                   |                                   |                                   |                                   |                                   |                                   |                                   |                                   |                                   |

## 町名の由来
当地の開拓は1894年（明治27年）に富山出身の小樽の米穀商沼田喜三郎が「本願寺農場・開墾委託株式会社」を設立し、幌新太刀別川流域の開墾を始めたことにはじまる。加えて、現在の留萌本線となる鉄道が1910年（明治43年）に開通した際に沼田所有の農場内に駅が設置されたことから「沼田駅（現：石狩沼田駅）」と命名されており、その後の1922年（大正11年）には自治体名となった。

## 沿革
- 縄文時代から栄える。
- 江戸期は松前藩領である。アイヌと交易もなされている。
- 1808年（文化4年）幕府の天領となる。
- 1894年（明治27年） 富山県出身の沼田喜三郎が郷里から18戸の移住を図る。ここに沼田町の開拓がはじまる。
- 1905年（明治38年） 浅野総一郎が雨竜炭鉱の試掘権を設定（その後関東大震災と不況により開発が中断）[5]。
- 1914年（大正3年） 雨竜郡北竜村（現北竜町）から分村、雨竜郡上北竜村（かみほくりゅうむら）に。
- 1918年（大正7年） 雨竜郡幌加内村（現幌加内町）が分村。同年、通称・三耕地地区が多度志村に編入。
- 1919年（大正8年） 二級町村制施行。
- 1922年（大正11年） 上北竜村から沼田村に改称。
- 1923年（大正12年） 石狩沼田幌新事件発生。幌新地区でヒグマが開拓民の一家や駆除に出向いた猟師を襲い、5人が死亡、3人の重傷者を出す。
- 1931年（昭和6年） 雨竜炭鉱の出炭開始[5]。
- 1939年（昭和14年） 一級町村制施行。
- 1943年（昭和18年） ヌップホロマップ、ウツカヤオマナイ、不知火の3地区が多度志村に編入。北竜、恵比島の2地区が北竜村から編入される。
- 1947年（昭和22年） 町制施行、雨竜郡沼田町に。
- 1953年（昭和28年） 9月13日、浅野炭鉱でガス爆発。死者5人[6]。
- 1952年（昭和27年） 雨竜炭鉱の鉱業権が古河鉱業に移譲される[5]。
- 1957年（昭和32年） ほろしん温泉の開湯。
- 1960年（昭和35年） 九州鉱山が太刀別炭鉱の開鉱に着手（1963年出炭開始）[5]。
- 1968年（昭和43年） 雨竜炭鉱閉山[5]。
- 1969年（昭和44年） 太刀別炭鉱閉山[5]。
- 1977年（昭和52年） 富山県小矢部市津沢地区から夜高あんどん祭りの伝承。

## 行政
町長
- 横山　茂（令和元年5月1日から）

## 姉妹都市・提携都市
- 富山県小矢部市
- ポートハーディ町 （カナダ、ブリティッシュコロンビア州）

## 経済
基幹産業は農業（稲作）。
- 1970年代初頭まで農業と鉱業（浅野炭鉱・昭和炭鉱・太刀別炭鉱から石炭を産出していた）。

### 農協
- 北いぶき農業協同組合（JA北いぶき）沼田支所

### 金融機関
- 北空知信用金庫沼田支店

### 郵便局
- 沼田郵便局（集配局）

### 宅配便
- ヤマト運輸：道北主管支店雨竜センター（深川市）
- 佐川急便：深川営業所（深川市）
- 日本通運：旭川支店（鷹栖町）

## 公共機関

### 国の行政機関
- 法務省
  - 旭川保護観察所沼田駐在官事務所（沼田町就業支援センター）

### 警察
- 北海道旭川方面深川警察署
  - 沼田警察庁舎（2017年3月までは沼田警察署）
  - 共成駐在所
    - 恵比島駐在所は2014年9月に廃止

### 消防
- 深川地区消防組合消防署（深川市）
  - 沼田支署

## 教育
- 中学校
  - 沼田町立沼田学園沼田中学校
- 小学校
  - 沼田町立沼田学園沼田小学校

## 住宅団地
- 緑町団地

## 交通

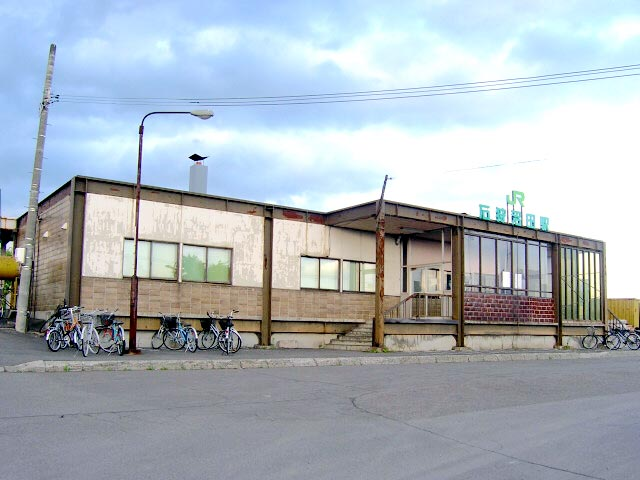
石狩沼田駅

### 鉄道
- 北海道旅客鉄道（JR北海道）
  - 留萌本線 : 石狩沼田駅

#### 廃止された鉄道
- 留萠鉄道
  - 炭礦線

町内には、本通乗降場、幌新駅、袋地乗降場、新雨竜駅、太刀別駅、昭和駅があった。
- 日本国有鉄道
  - 札沼線 - 線名はかつて札幌（厳密な起点は桑園駅）と沼田を結んでいたことに由来する。

町内には、北竜駅、五ヶ山駅があった。
- 北海道旅客鉄道（JR北海道）
  - 留萌本線（2023年廃止区間）

町内には、真布駅、恵比島駅があった。

#### 鉄道ルネサンス構想
沼田町は町ぐるみで鉄道の存続に積極的であり、北海道全体の鉄路を守るため、道民が一丸となって既存の制度にとらわれない新しい取組みを導入するようにJR北海道などに対して提案をしている。

### バス
空知中央バス
- 秩父別・深川方面

沼田町営バス
- 幌新線：厚生病院 - 沼田駅前 - 恵比島駅前 - 幌新温泉（留萠鉄道廃止区間）
- 東予線：厚生病院 - 沼田駅前 - 東予 - 中島

旧ジェイ・アール北海道バス石狩線および北海道中央バス路線で、国鉄札沼線1972年（昭和47年）廃止区間代替の北竜線（沼田駅前 - 碧水市街・和）と、 旧北空知バス路線の更新線（厚生病院 - 沼田駅前 - 多度志）は、デマンドバス化を経て2018年（平成30年）6月1日バス路線廃止。同日から沿線住民向けの乗合タクシー化されている。

### 道路
- 自動車専用道路
  - E62 深川留萌自動車道 : 沼田インターチェンジ
- 一般国道
  - 国道275号
- 道道
  - 北海道道282号沼田妹背牛線
  - 北海道道324号石狩沼田停車場線
  - 北海道道428号奥美葉牛沼田線
  - 北海道道549号峠下沼田線
  - 北海道道628号小藤沼田線
  - 北海道道867号達布石狩沼田停車場線
  - 北海道道1007号恵比島旭町線

## 名所・旧跡・観光スポット・祭事・催事

### 文化財
- クラウス15号蒸気機関車 - 町の文化財、準鉄道記念物
- 本願寺駅逓 - 道指定有形文化財
- 11面薬師観音菩薩像 - 町の文化財、永徳寺
- 本願寺越中獅子舞 - 町の文化財、本願寺越中獅子舞保存会
- 沼田産出化石（No1～No18） - 町の文化財、沼田町化石館
- 幌新太刀別川化石産出流域 - 町の文化財

### 名所・観光・祭事
幌新地区

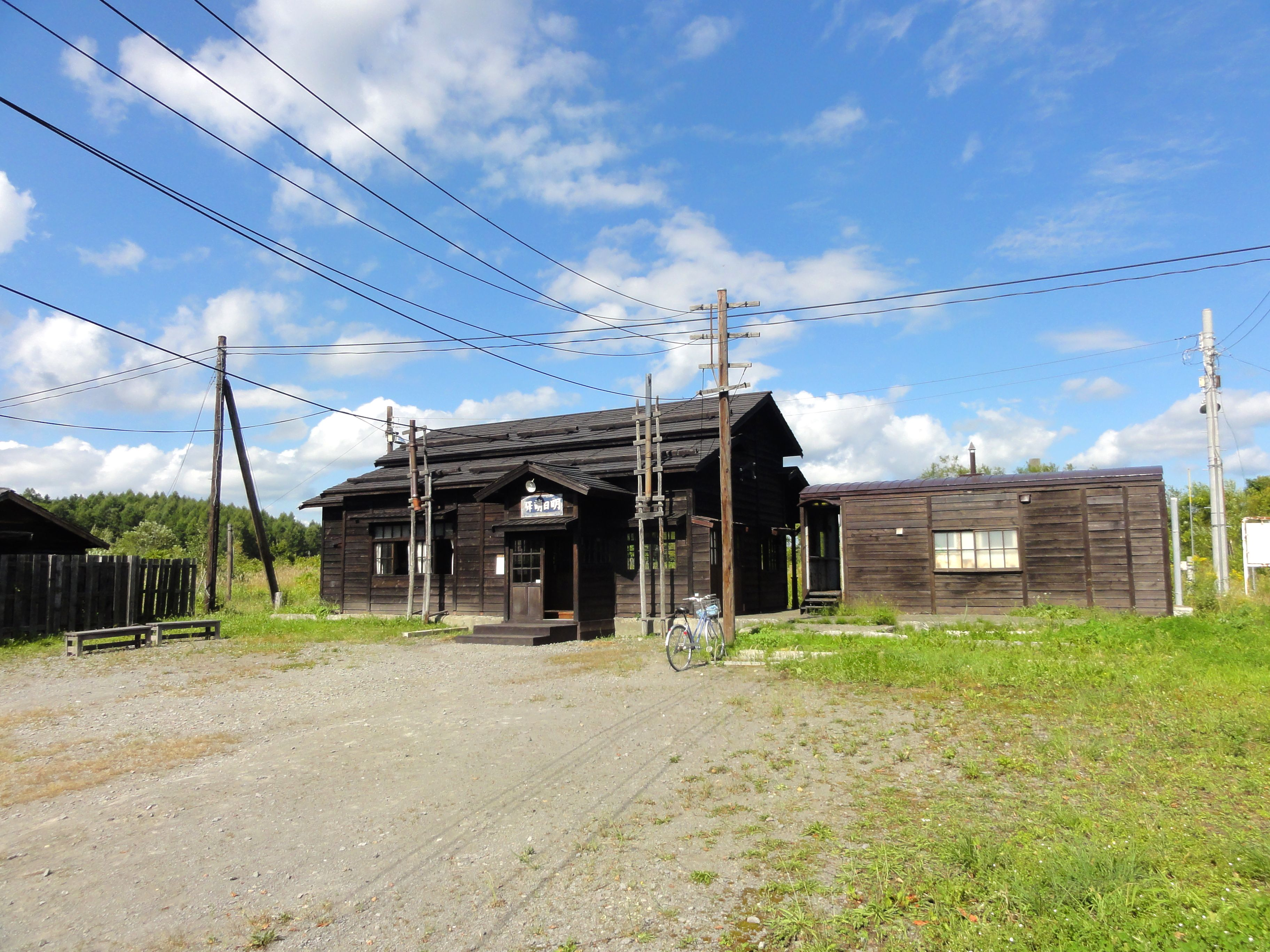
恵比島駅。右側が駅舎で、左側の建物はドラマ「すずらん」のセットである

　様々な観光施設や魅力あるアクティビティを提供している地域。インバウンドへの対応にも力を入れている。
- 幌新温泉ほろしん温泉ほたる館
- クラウス15号蒸気機関車
- 沼田町化石体験館
- ほたるの里
- ほたるの里オートキャンプ場　地域おこし協力隊によるブランディングが成功している
- そらち自然学校
- ほたる祭り 7月中旬から8月上旬まで

恵比島地区（旧恵比島駅前）
- 明日萌駅（あしもいえき／旧恵比島駅）
- 中村旅館（旧黒瀬旅館）
- 明日萌収穫祭SLすずらん号 - 1999年に前述のドラマ「すずらん」とタイアップした臨時列車としてスタートして以来、留萌本線深川駅～留萌駅～増毛駅間を運行していた。2006年（平成18年）9月運行休止。

五ヶ山地区
- 萌の丘

北竜地区
- 旧本願寺駅逓

高穂地区
- 町営高穂スキー場

沼田市街地区
- 夜高あんどん祭り 8月中旬金曜日、土曜日実施
- 沼田町夜高会館
- クラフトビール醸造所(石狩沼田ブルワリー)   全国初の公設のクラフトビール醸造所。一次産業と相性の良いクラフトビールを使った町おこしに取り組んでいる
- 雨竜川総合運動公園野球場　北海道中学軟式野球選抜大会が開催されるなど、野球などのスポーツ振興が盛ん

## 出身の有名人
- 寺島実郎 評論家。三井物産戦略研究所会長・多摩大学学長・日本総合研究所理事長
- 細坪基佳 フォークシンガー（ふきのとう）
- 工藤じゅんき アナウンサー(STV)
- ことぶき光 ミュージシャン(元P-MODEL)
- 中島武敏　元衆議院議員
- 三木正俊 元日本弁護士連合会副会長、元北海道弁護士会連合会理事長
- 彩音星凪 宝塚歌劇団月組
- 廣瀬七海 バレーボール選手
- 辻村いずみ - 1972年札幌オリンピック聖火リレー最終走者

## ゆかりの人物
- 沼田喜三郎（1834 - 1923） - 富山県出身。小樽での精米業を経て、1893年に現在の沼田町に開墾委託会社を設立。郷里から約400戸を入植させ、開拓事業に従事。市街区画計画においては、自らの所有地から鉄道・道路・寺社・学校用敷地を供出した他、建設費用も寄付した。また、製綿事業を起こすなど、産業の発展にも尽力した。
- 佐々木兵作（1878 - 1942） - 石川県出身。1900年現在の沼田町に移住し、雑貨商・呉服商などを営む。当時地元の商店は銀行から融資を受けられなかったため、1918年に佐々木らの提唱により沼田信用組合が設立された。また、商工会議所会頭・村会議員なども歴任し、郷土の発展に尽くした。
- 小石源蔵（? - 1931） - 福岡県出身。1916年浅野財閥の要請により、雨竜炭田の開発に従事。10数年の調査・試掘の末、同炭田の埋蔵量と炭質が夕張炭田に匹敵するものであることを確認した。浅野雨竜炭鉱は1930年に開鉱したが、小石自身は翌年の出炭開始を見ることなく急逝した。
- 稲垣源一（1895 - 1956） - 愛知県出身。1906年家族とともに現在の共成第二地区に入植、開拓に従事。共成区長・沼田産業組合専務理事・沼田村村会議員などを経て、1944年から翌年まで村長を務めた。退任後も沼田町農業協同組合長・北海道生産連会長・北海道農業協同組合中央会会長などの要職を歴任した。
- 辻村高蔵（1877 - 1954） - 神奈川県出身。 1906年、現在の高穂地区に移住。農場経営に従事し、自らも開拓の鍬を振るった。1914年水田造成の必要を説き、沼田土功組合を設立し専務理事となる。1916年沼田村農会会長、1920年共成信用販売購買組合長も兼任し、以後30余年に渡り、土地改良など農業の発展に尽くした。

## 特産品
- 雪中米
- 完熟トマトジュース「北のほたる」
- 完熟トマトケチャップ
- 日本酒「雪なごり～瑞華～」
- 雪中しいたけ
- クラフトビール

## テレビロケ
沼田町の施設が以下のテレビドラマでロケーションが実施された。
- NHK朝の連続テレビ小説『すずらん』ロケ地 1999年
- 月曜ゴールデン『遺品整理人 谷崎藍子II』（TBS・MBS）ロケ地（2011年）